# Lavelilla
Lavelilla (La Velilla en aragonés) es un despoblado español situado en la ribera del río Ara. Pertenece al municipio de Fiscal, en la comarca de Sobrarbe, provincia de Huesca.

## Toponimia
Aparece citado en la documentación histórica a partir del siglo XIII como La Vililla, La Villyellya, Bililla y Uilella.

## Historia y demografía
Lavelilla fue construido a lo largo de los siglos XIV y XV como lugar de residencia o casa fuerte, que debió pertenecer al señorío de los Mur, que apoyó al conde de Ribagorza durante la guerra civil. En el siglo XVI se construyó una muralla que rodeaba la población, con sendos torreones en sus extremos. En 2006 el conjunto fortificado fue declarado Bien de Interés Cultural (BIC).
En 1850 contaba con ocho casas y un antiguo torreón. En 1900 alcanzó su máxima población con 72 vecinos.
A principios del siglo XX, Lucien Briet, viajero asiduo en esta comarca, la describía así: 

Aldehuela compuesta de unas cuantas construcciones, entre ellas dos torres cuadradas, levantadas, sin duda, en otros tiempos para defender el acceso a la garganta [del río Ara]

En los años sesenta del siglo XX fue expropiado y desalojado para la construcción de un embalse sobre el río Ara que no se llevó a cabo. Desde 2008 está abierto el proceso de reversión de las tierras expropiadas a sus antiguos propietarios o a sus herederos.

## Patrimonio

### Parroquia deSan Pedroad Víncula
De mediados del siglo XI, es románica, tiene planta rectangular, dividida en dos tramos, con cubierta de bóveda de medio cañón, y dos capillas laterales, que le confieren planta de cruz latina. El ábside es semicircular, con bóveda de cuarto de esfera ligeramente apuntada; en el exterior se mostraban siete arquillos ciegos, de estilo lombardo, del que perviven solamente dos. La portada está orientada al sur y la maciza torre-campanario, de tres cuerpos, con dos vanos para las campanas en el sur y uno en el este, se ha derrumbado. El conjunto está en ruinado por el abandono de la localidad.

### Torre-vivienda
Conserva, aunque muy arruinada por el abandono y el expolio, una torre defensiva del siglo XVI. Tiene cuatro plantas y muestra las saeteras y la primitiva puerta de acceso elevada, para reforzar la defensa. 
Esta construcción atestigua los momentos de gran inseguridad que se vivieron en el Alto Aragón durante este periodo, fundamentalmente debidos a los conflictos nobiliarios, a los fronterizos con el reino de Francia, y a la existencia de bandoleros en esta zona con hábitat disperso y, por tanto, insegura. 
Corresponde al tipo de casas torreadas del Alto Aragón, relativamente abundantes en la comarca, como es el caso, entre otras, de Lacort, Aruej o San Vicente de Labuerda.

### Pajar
Se trata de una construcción de planta rectangular, construida sobre un talud que le da hondura. En el plano superior se encuentra la puerta, adintelada con una viga de madera, flanqueada por dos hornacinas rectangulares, a manera de aparadores. La puerta daba a la era: de aquí se echaba la paja al edificio que, por el desnivel del talud, tenía gran capacidad.

## Galería de imágenes

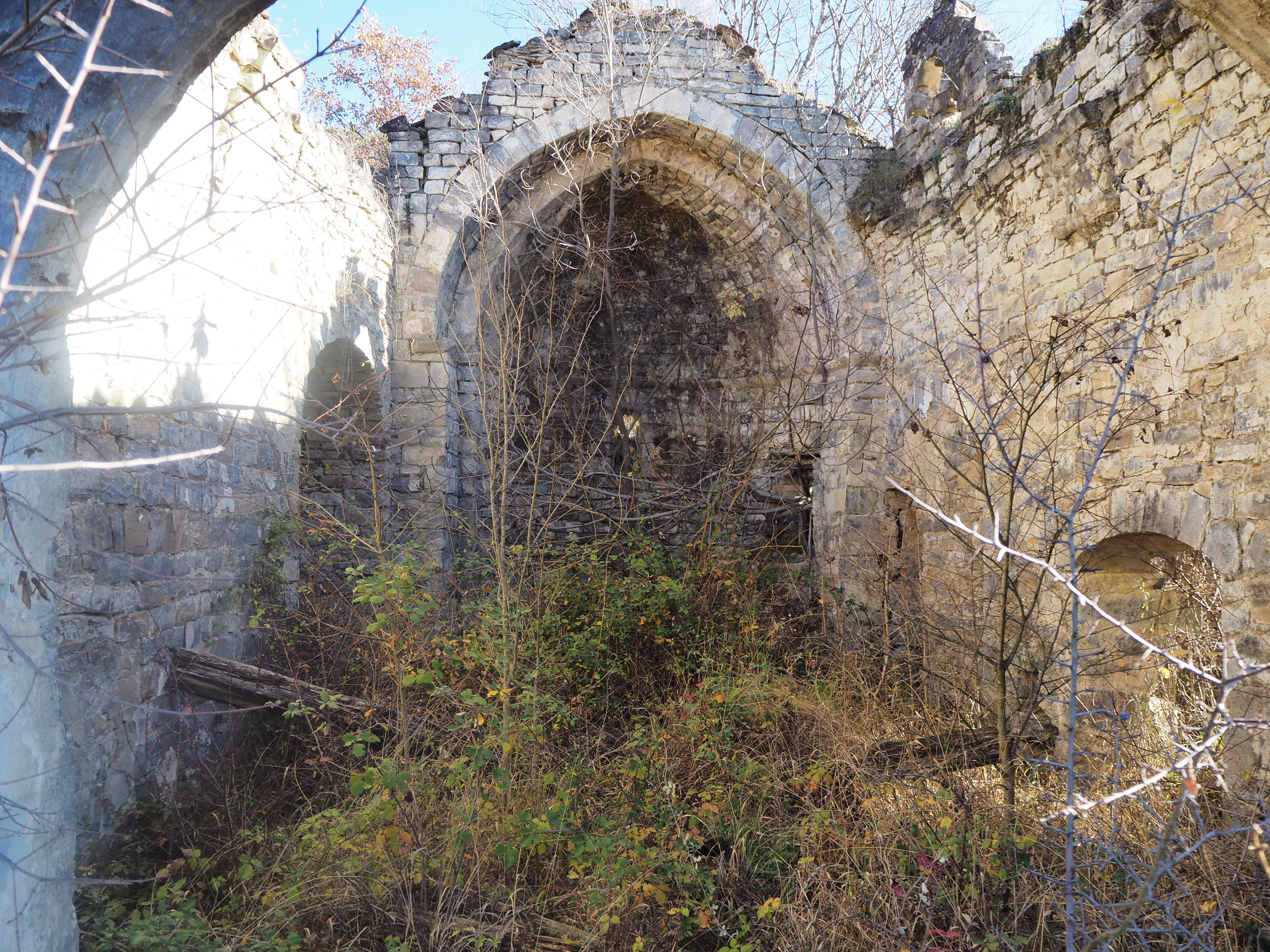
Ruinas de la parroquia de San Pedro
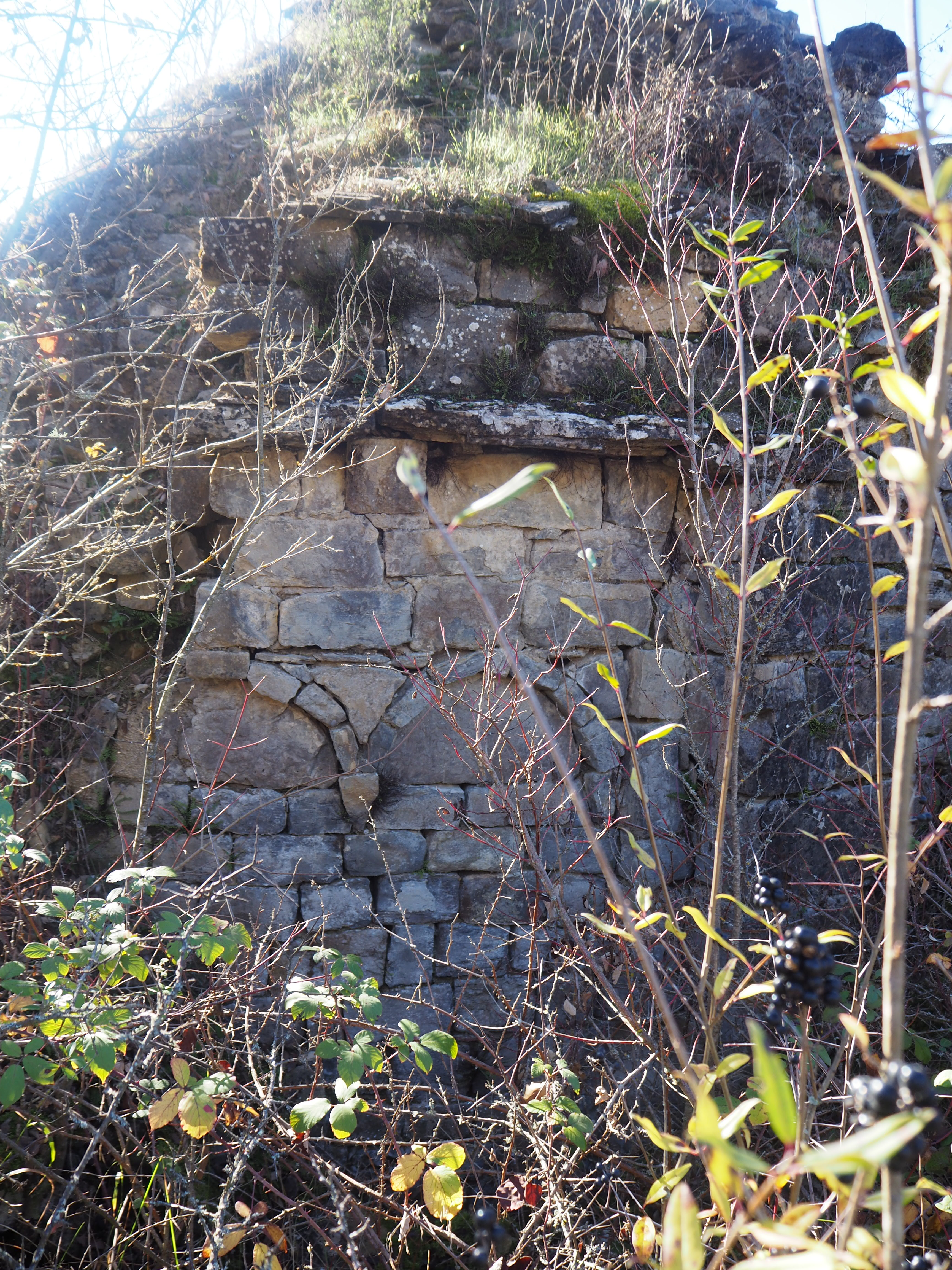
Dos arquillos lombardos en el exterior del ábside
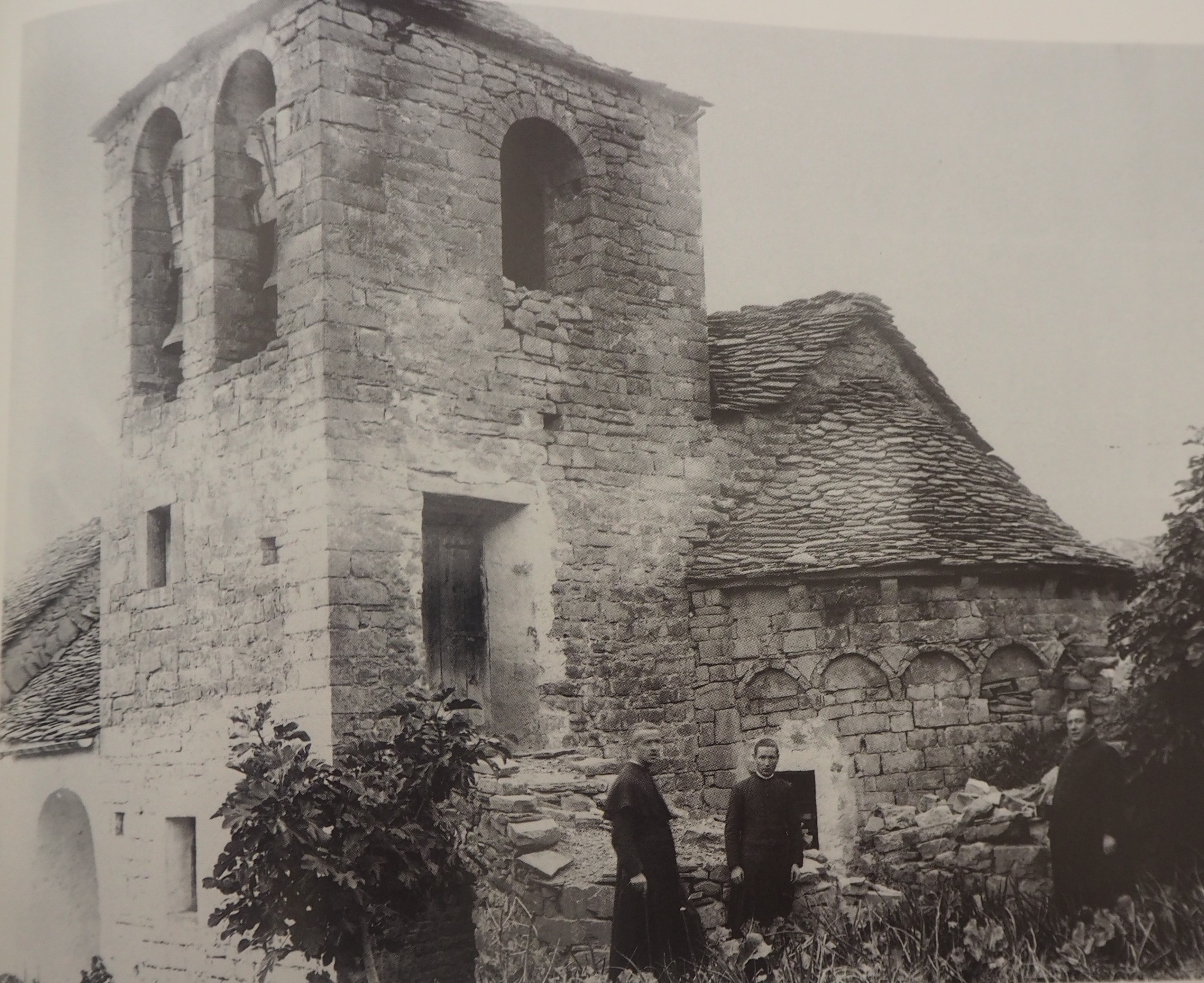
La parroquia hacia 1911
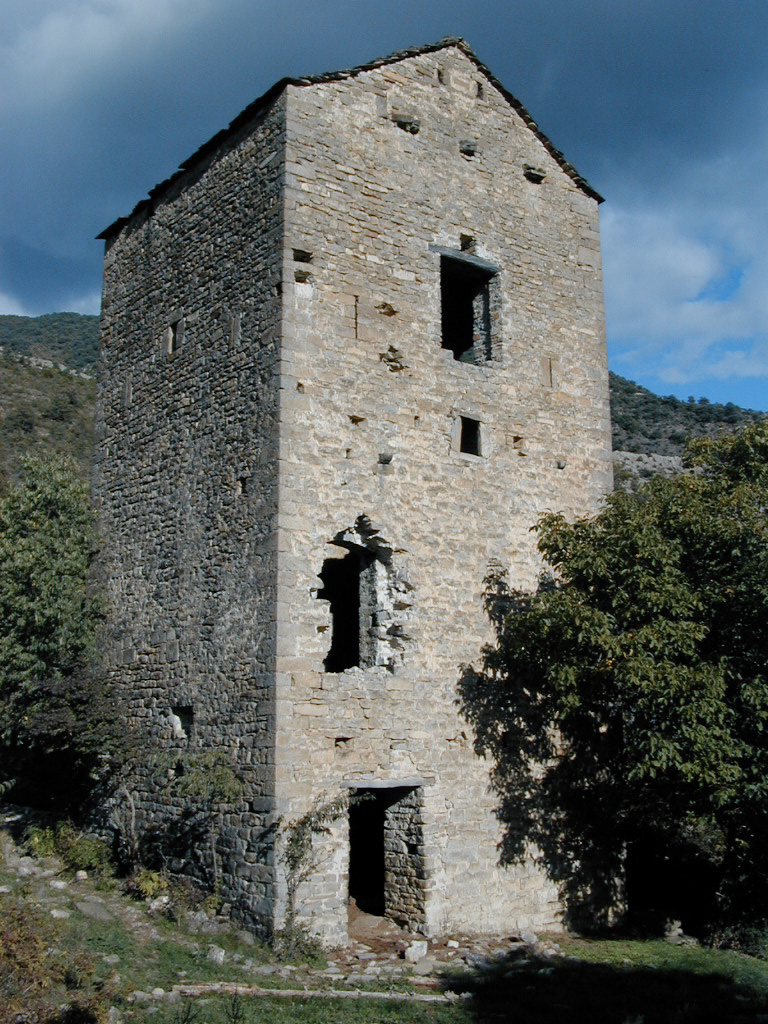
Torre (S. XVI)
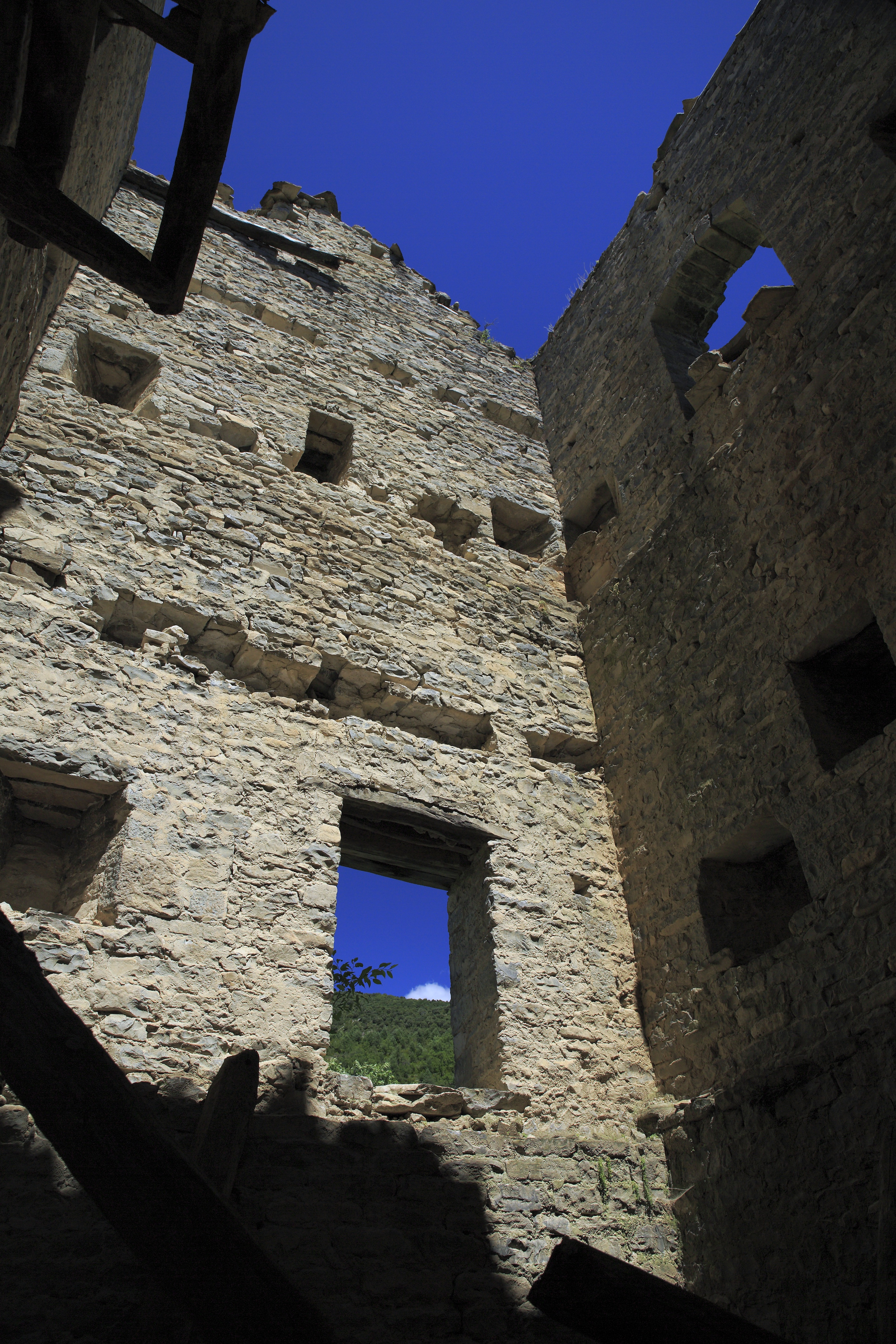
Interior de la torre (S. XVI)
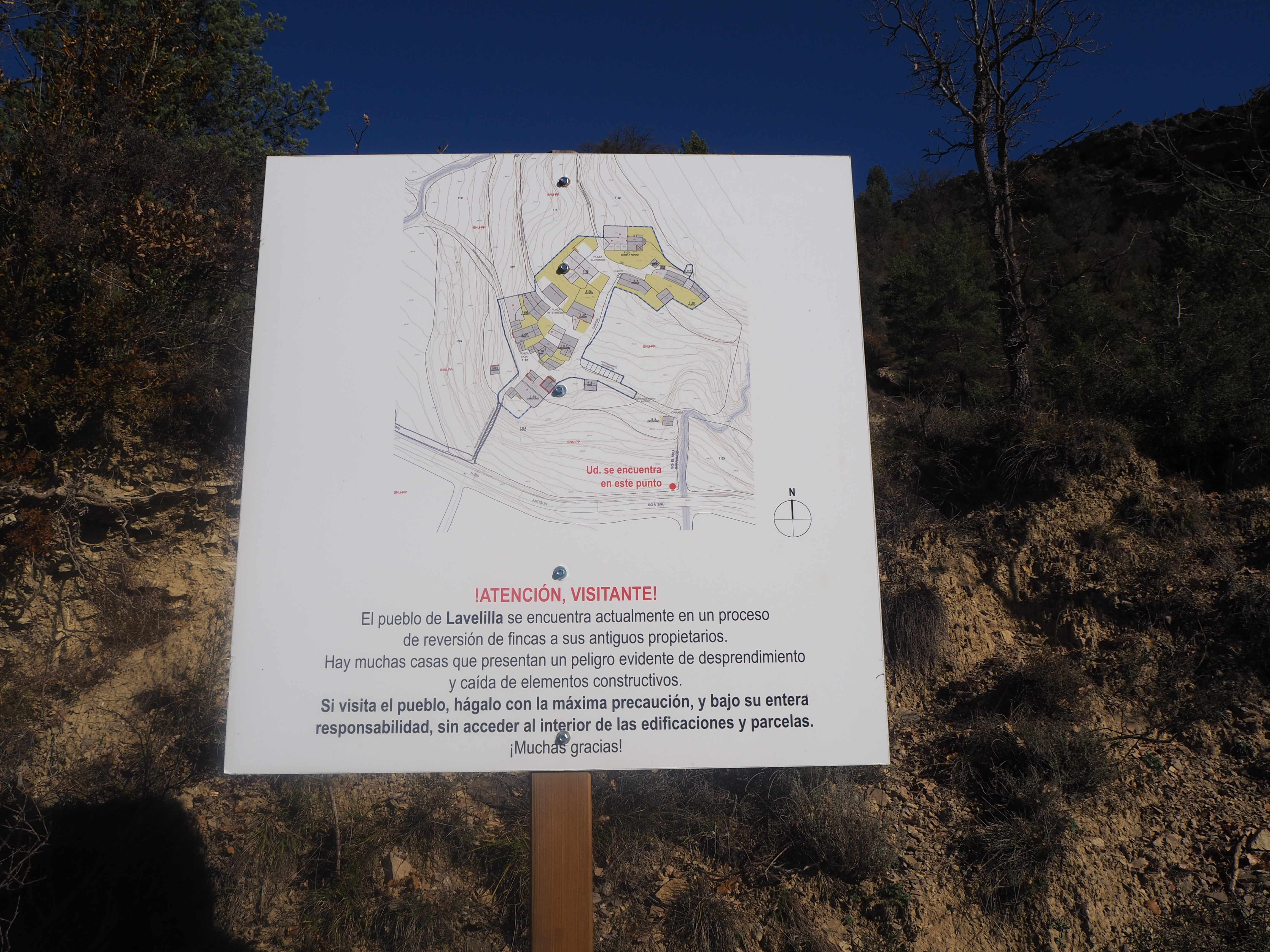
Cartel en el pueblo anunciando la reversión de las expropiaciones (2020)